# 피트 코치
피트 코치(Pete Koch, 1962년 1월 23일 ~ )는 미국의 배우, 텔레비전 배우이다.

## 영화
- 위험한 게임 (1991년)
- 죠니 비 굿 (1988년)